# Ottavio Belmosto
Ottavio Belmosto (Venzolasca, 1559 – Roma, 16 novembre 1618) è stato un cardinale e vescovo cattolico italiano.

## Biografia
Nacque nel 1559.
Papa Paolo V lo elevò al rango di cardinale nel concistoro del 19 settembre 1616.
Morì il 16 novembre 1618.

## Successione apostolica
La successione apostolica è:
- Vescovo Nicolò Spinola, C.R. (1617)